# Loeseneriella yaundina
Loeseneriella yaundina är en benvedsväxtart som först beskrevs av Ludwig Eduard Theodor Loesener, och fick sitt nu gällande namn av N. Hallé och Rudolf Wilczek. Loeseneriella yaundina ingår i släktet Loeseneriella och familjen Celastraceae. Inga underarter finns listade.